# Éden, Éden, Éden
Éden, Éden, Éden est un roman de Pierre Guyotat, paru en 1970 aux éditions Gallimard.

## Résumé
L'intrigue se situe dans le désert algérien pendant la guerre d'indépendance et raconte, principalement, les relations conflictuelles ou amicales dans un bordel de femmes pour les soldats qui jouxte un bordel de garçons pour les ouvriers. On passe d'un lieu de débauche à l'autre sans restriction. Aux limites des maisons closes, où les clients vivent quelques heures d'exaltation sexuelle, les épouses, les fiancées et les sœurs se livrent à la surveillance et se désolent de la stérilité de ces ébats libres. Le roman s'achève avec la fin de la journée, à l'orée de la steppe. 

## Censure
Préfacé par Michel Leiris, Roland Barthes et Philippe Sollers, le livre est interdit par le ministère de l'Intérieur français à l’affichage, à la publicité et à la vente aux mineurs. Une pétition internationale de soutien à l’ouvrage est signée (notamment par Pier Paolo Pasolini, Jean-Paul Sartre, Pierre Boulez, Joseph Beuys, Pierre Dac, Jean Genet, Joseph Kessel, Maurice Blanchot, Max Ernst, Italo Calvino, Jacques Monod, Simone de Beauvoir, Nathalie Sarraute, etc.). François Mitterrand, dans une communication orale à l'Assemblée nationale, et Georges Pompidou, alors président de la République, dans une lettre à son ministre de l'Intérieur Raymond Marcellin, interviennent en faveur de l’ouvrage, mais l’interdiction n’est pas levée. L'interdiction du livre ne sera levée qu'en novembre 1981.

## Démission de Claude Simon
Le jury du prix Médicis, à une voix près, couronne un autre livre et Claude Simon (futur prix Nobel de littérature 1985), membre du jury et grand soutien de l'œuvre de Pierre Guyotat, démissionne. 